# Gona (Äthiopien)
Gona ist eine archäologische und paläoanthropologische Fundstätte nördlich des Flusses Awash am Rande des Afar-Dreiecks in Äthiopien. Namensgebend für das in Fachkreisen als Gona Paleoanthropological Study Area bezeichnete, rund 500 Quadratkilometer große Gebiet war die lokale Bezeichnung für den zum Awash entwässernden Trockenfluss Kada Gona. Gona grenzt im Osten an das Forschungsgebiet Hadar, im Norden an die Straße von Mille nach Bati, im Süden an den Fluss Asbole und die Middle Awash study area sowie im Westen an die Steilhänge des Äthiopischen Hochlands.

## Erforschung
Die ersten Feldstudien in Gona unternahm in den 1970er-Jahren die Französin Helene Roche, gefolgt von John W. K. Harris (Rutgers University); ab 1987 kooperierte Harris mit Sileshi Semaw. 1997 begann unter Leitung von Sileshi Semaw das Gona Palaeoanthropological Research Project, eine Fachgrenzen überschreitende Kooperation von Feld- und Laborstudien.

## Funde
Das nach Regenfällen durch den Fluss Kada Gona und durch die benachbarten Trockenflüsse Ounda Gona, Busidima, Asbole und Dana Aoule fließende Wasser hat entlang ihrer tief eingeschnittenen Steilhänge mehr als 40 Meter hohe Sedimentschichten freigelegt, aus denen eine Fülle an Steinwerkzeugen und Fossilien zutage tritt.
Für Paläoanthropologen besonders bedeutsam sind drei Schichten, deren älteste rund 4,4 Millionen Jahre alt ist; aus ihr stammen die neben Funden aus der nahen Grabungsstätte Aramis einzigen Fossilien von Ardipithecus ramidus.
Aus einer anhand der Kalium-Argon-Methode auf ein Alter von 2,6 bis 2,5 Millionen Jahre datierten Schicht wurden zwischen 1992 und 1994 die weltweit ältesten bislang sicher datierten Oldowan-Steinwerkzeuge geborgen. Fossile hominine Knochen wurden im Zusammenhang mit diesen Artefakten zwar nicht entdeckt; jedoch wurde im Gebiet der angrenzenden Middle Awash study area – auf der Halbinsel Bouri – das Typusexemplar von Australopithecus garhi geborgen, dessen Alter 2,5 Millionen Jahren beträgt. Australopithecus garhi kommt folglich als Hersteller der Oldowan-Artefakte infrage.
Im Jahr 2001 wurden ferner erstmals Knochen eines – zudem nahezu vollständigen – weiblichen Beckens und von drei Lendenwirbeln von Homo erectus entdeckt, denen im Jahr 2008 ein Alter von 1,4 bis 0,9 Millionen Jahren zugeschrieben wurde. Bis dahin war von Homo erectus nur das Becken des als männlich interpretierten Fossils KNM-WT 15000 vollständig erhalten gewesen. Das Becken aus Goma (Sammlungsnummer: BSN49/P27) untermauerte erstmals die Hypothese, dass im Verlauf der Evolution von Homo erectus nicht nur Gehirnvolumen und Schädel der Erwachsenen sich vergrößerten, sondern dass auch der Beckenkanal allmählich größer wurde und folglich die Gehirngröße der Neugeborenen zum Zeitpunkt der Geburt. Ähnlich alt wie das Becken sind Steinwerkzeuge vom Typus Acheuléen.

## Belege
1. 1 2  Sileshi Semaw: The World’s Oldest Stone Artefacts from Gona, Ethiopia: Their Implications for Understanding Stone Technology and Patterns of Human Evolution Between 2·6–1·5 Million Years Ago. In: Journal of Archaeological Science. Band 27, Nr. 12, 2000, S. 1197–1214, doi:10.1006/jasc.1999.0592, Volltext (PDF; 1,0 MB). (Memento vom 14. Juni 2006 im Internet Archive)
2. ↑  Eintrag Gona Palaeoanthropological Research Project in: Bernard Wood: Wiley-Blackwell Encyclopedia of Human Evolution. Wiley-Blackwell, 2011, ISBN 978-1-4051-5510-6.
3. ↑  Sileshi Semaw et al.: Early Pliocene hominids from Gona, Ethiopia. In: Nature. Band 433, Nr. 7023, 2005, S. 301–305, doi:10.1038/nature03177.
4. ↑   Scott W. Simpson et al.: Ardipithecus ramidus postcrania from the Gona Project area, Afar Regional State, Ethiopia. In: Journal of Human Evolution. Band 129, 2019, S. 1–45, doi:10.1016/j.jhevol.2018.12.005.
 New findings shed light on origin of upright walking in human ancestors. Auf: eurekalert.org vom 28. Februar 2019.
5. ↑   Sileshi Semaw et al.: 2.5-million-year-old stone tools from Gona, Ethiopia. In: Nature. Band 385, 1997, S. 333–336, doi:10.1038/385333a0.
6. ↑   Sileshi Semaw et al.: 2.6-Million-year-old stone tools and associated bones from OGS-6 and OGS-7, Gona, Afar, Ethiopia. In: Journal of Human Evolution. Band 45, Nr. 2, 2003, S. 169–177, doi:10.1016/S0047-2484(03)00093-9, Volltext.
7. ↑   Scott W. Simpson et al.: A Female Homo erectus Pelvis from Gona, Ethiopia. In: Science. Band 322, Nr. 5904, 2008, S. 1089–1092, doi:10.1126/science.1163592, Volltext.
 The First Female Homo erectus Pelvis, from Gona, Afar, Ethiopia. Auf: stoneageinstitute.org vom 13. November 2008.
8. ↑   Sileshi Semaw et al.: The Early Acheulean ~1.6–1.2 Ma from Gona, Ethiopia: Issues related to the Emergence of the Acheulean in Africa. In: Rosalia Gallotti und Margherita Mussi (Hrsg.): The Emergence of the Acheulean in East Africa and Beyond. Springer, Cham 2018, S. 115–128, ISBN 978-3-319-75983-8.

Koordinaten: 11° 7′ 30″ N, 40° 18′ 30″ O